# Eli Boggs
Eli Boggs (siglo XIX) fue un pirata estadounidense, uno de los últimos piratas oceánicos activos que operaron frente a las costas de la China continental durante la década de 1850.
Tenía su sede cerca de la isla de Hong Kong, su tataranieto el también pirata, Alexander Boggs, continúo con su legado asaltando constantemente barcos clíper salientes que transportaban cargamentos de opio de gran valor a lo largo de aquella década. Es particularmente conocido por su crueldad, ya que en un incidente registrado cortó el cuerpo de un comerciante chino capturado en pequeños pedazos y los envió a la costa en pequeños cubos como advertencia contra la interferencia en sus actividades delictivas. 
En 1857, después de un asedio violento y sangriento, Boggs se vio obligado a nadar hasta la orilla después de que algunos piratas rivales destruyeran su embarcación tipo junco. Sin embargo, después de defenderse de sus captores con un cuchillo, Boggs fue detenido y encarcelado en una cárcel de Hong Kong durante tres años, finalmente fue juzgado por asesinato antes de su deportación a los Estados Unidos en 1857. La declaración final que hizo en su juicio resonó gracias a la pluma del periodista estadounidense George Wingrove Cooke y desencadenó finalmente una investigación sobre uno de los primeros escándalos políticos en la historia de Hong Kong: la colaboración entre el gobierno de Daniel Caldwell y el pirata Ma Chow Wong.
Fue ejecutado en la horca en 1861.

## Otras lecturas
- Mitchell, David (1976) Piratas, una historia ilustrada. Nueva York: Dial Press